# Mehko nebo
Mêhko nebó je zadajšnji del neba (pregrade v obliki svoda, ki deli ustno in nosno votlino) z jezičkom. Zgrajeno je iz preprege (aponevroze) in skeletnih mišic ter prekrito s sluznico.

## Zgradba

### Mišice
Pet mišic mehkega neba igra pomembno vlogo pri požiranju in dihanju:
1. napenjalka mehkega neba, sodeluje pri požiranju
2. palatoglosna mišica, sodeluje pri požiranju
3. palatofaringealna mišica, sodeluje pri dihanju
4. dvigalka mehkega neba, sodeluje pri požiranju
5. mišica jezička, premika jeziček

Te mišice oživčuje živec klatež, razen napenjalke mehkega neba, ki jo oživčuje zgornječeljustni odsek trivejnega živca.:1000

## Funkcija
Mehko nebo je gibljivo in sestoji iz mišičnih vlaken, ki jih prekriva sluznica. Omogoča zaporo prehoda v nosno votlino in dihalne poti pri požiranju. Pri kihanju zaščiti prehod v nosno votlino, tako da preusmeri s kihljajem izločeno vsebino v ustno votlino.
Pri človeku moli iz konca mehkega neba tako imenovani jeziček. Raziskave so ovrgle domnevo, da jeziček povzroča smrčanje; večji vpliv n povzročanje smrčanja imajo maščobne obloge v žrelu, povečane tonzile Waldeyerjevega obroča ter nepravilnosti nosnega pretin. Dotik jezička ali konca mehkega neba povzroči pri večini ljudi močan žrelni refleks.

### Govor
Pri izgovoru tako imenovanih mehkonebnih soglasnikov se hrbtišče jezika dotakne mehkega neba.
Med govorom se mehko nebo umika in dviguje, tako da loči ustno votlino od nosne ter s tem omogoči tvorbo govora v ustih. Če ta zapora ne deluje popolnoma, zrak med govorom uhaja v nosno votlino, kar povzroča t. i. nosljanje.